# 녹도문자
녹도문자는 민족사학에서 신시시대에 환웅의 신하인 신지 혁덕(赫德)이 업무의 편의를 위해 사슴 발자국과 만물의 형상을 보고 만들었다고 주장되는 문자이다. 현재까지 해석을 못하고 있다.